# Rolf Hermichen
Rolf-Günther Hermichen (* 25. Juli 1918 in Wernigerode; † 23. Mai 2014) war ein Offizier in der Luftwaffe der Wehrmacht und  Personaldirektor beim Kaufhaus-Konzern Karstadt AG.

## Leben
Hermichen diente im September 1939 als Leutnant in der 6. Staffel des Zerstörergeschwaders 1 und nahm am Überfall auf Polen teil. Ab Mai flog er mit der Messerschmitt Bf 110 Angriffe im Westfeldzug. Anschließend wurde seine Staffel zur 9. Staffel des Zerstörergeschwaders 76 umbenannt. Am 4. Januar 1941 erfolgte eine erneute Umbenennung in II. Gruppe des Schnellkampfgeschwaders 210. Nachdem er am 1. Oktober 1941 zum Oberleutnant befördert wurde, wechselte er in die 7. Staffel des Jagdgeschwaders 26. Am 1. Januar 1942 erhielt er den Ehrenpokal für besondere Leistung im Luftkrieg und ab März 1942 war er Adjutant in der III./JG 26. Am 1. Mai 1942 erreichte ihn die Beförderung zum Hauptmann mit der gleichzeitigen Übernahme der 3. Staffel als Staffelkapitän. Er erhielt am 15. Oktober 1942 da Deutsche Kreuz in Gold. Am 16. Oktober 1943 übernahm er als Gruppenkommandeur die I. Gruppe des Jagdgeschwaders 11 und erhielt am 26. März 1944 das Ritterkreuz des Eisernen Kreuzes. Nachdem er am 1. Mai 1944 zum Major befördert wurde, wechselte er in den Stab der 2. Jagddivision. Später, ab dem 19. Juli 1944, übernahm er die II. Gruppe des Jagdgeschwader 104, einer Ausbildungseinheit. Ende 1944 wurde er wieder Gruppenkommandeur der I./JG 11 und erhielt am 19. Februar 1945 das Eichenlaub zum Ritterkreuz. In dieser Funktion erlebte er das Kriegsende. Insgesamt flog er 629 Einsätze und erzielte 64 Luftsiege.  